# ساندور کسوما دی کوروس
ساندور کسوما دی کوروس (Sándor Csoma de Kőrös) (نام تولد: ساندور کسوما) (زادهٔ ۲۷ مارس ۱۷۸۴/۸‏ –  درگذشتهٔ ۱۱ آوریل ۱۸۴۲)، فیلسوف و خاورگرای اهل مجارستان و نویسنده نخستین فرهنگ تبتی-انگلیسی و کتاب دستور زبان بود. در زبان تبتی از او با نام فیی-گلین-گی-گروا-پا (Phyi-glin-gi-grwa-pa) به معنی «شاگرد خارجی» یادآوری شده و در ۱۹۳۳ میلادی، ژاپنی‌ها او را بوساتسو یا بوداسف اعلام نمودند. او در کوروس، قلمروی بزرگ ترانسیلوانیا (امروزه بخشی از کووزه، رومانی) زاده شد. روز تولد او اغلب ۴ آوریل گفته می‌شود، در حالی‌که ۴ آوریل در واقع روز غسل تعمید وی است و همچنین سال تولد وی نیز مورد مناقشه بوده و برخی نویسندگان سال ۱۷۸۴ را نپذیرفته و ۱۷۸۷ یا ۱۷۸۸ را پیشنهاد می‌کنند. باور برین است که گروه قومی مجار، یعنی سکی‌ها که کسوما نیز متعلق به این قوم است، شاخه‌ای از هون‌های آتیلا است که در قرن پنجم میلادی در ترانسیلوانیا مسکن گزین شده‌اند. به امید مطالعه این ادعا و دریافتن مکان ظهور سکی‌ها و مجارها از طریق مطالعه نسبت زبانی، او در ۱۸۲۰ میلادی عازم آسیا شده و تمام زندگی خود را وقف مطالعه زبان تبتی و فلسفه بودایی کرد. کسوما دی کوروس به عنوان بانی تبت‌شناسی پنداشته می‌شود. گفته می‌شود که او قادر بود هفده زبان را بخواند. او در دارجلینگ، زمانی که در ۱۸۴۲ میلادی سعی می‌کرد تا به لهاسا سفر کند، درگذشت و یک بنای یادبود به افتخار وی از سوی انجمن آسیایی بنگال در آنجا بلند شد.

## زندگی‌نامه

### دوره جوانی در ترانسیلوانیا
کسوما دی کوروس در یک خانواده فقیر مجاری به‌دنیا آمد و ششمین فرزند آندارس کسوما و همسرش کریستینا گیتسی (یا ایلونا گوکز؟) بود. نام وی به زبان انگلیسی به‌گونه Alexander Csoma of Koros (الکساندر کسومو اهل کوروس)، به زبان مجاری Kőrösi Csoma Sándor، در حالیکه Kőrösi به معنی «اهل کوروس» است (یعنی، نشانی از اشرافیت) نوشته شده و همچنین یکی از طرز نوشتار قاره‌ای بدیل آن «Sándor Csoma de Koros» می‌باشد. پدر وی همراه با محافظین سرحدی مجار خدمت می‌کرد. او دوره مدرسه را در مدرسه محلی روستا فرا گرفت. در ۱۷۹۹ میلادی، به ناگینید (حالا، ایو) رفت تا به مدرسه شبانه‌روزی بیتلین کولیکیوم بپیوندد. برنامه درسی این مدرسه رایگان (گراتیستای) بود و در مقابل آن دانشجویان باید کار می‌کردند. او تحت تأثیر استاد ساموئل هیگیدوس قرار گرفت. او مدرسه را در ۱۸۰۷ میلادی ترک و به آموزش مطالعات دانشگاهی آغاز نمود و به رشته تاریخ علاقه‌مند شد، مضمونی که توسط استاد آدام هیریپی مشهور شده بود. در ۱۸۱۵ میلادی او آزمون شفاهی مضامین خود در بیتلین کولیکیوم را با موفقیت سپری کرد. او با دریافت بورسیه‌ای وارد دانشگاه گوتینگن شده و به آموزش انگلیسی تحت نظر استاد فیوریلو آغاز نمود. کسوما دی کوروس همچنین تحت تأثیر استاد یوهان گوتفرید آیکهورن قرار گرفت.

### مطالعات در گوتینگن
او از سال ۱۸۱۶ تا ۱۸۱۸ میلادی به مطالعه زبان‌های شرقی پرداخت. در گوتینگن، او معروف به دانستن سیزده زبان از جمله لاتین، یونانی، عبری، فرانسوی، آلمانی و رومانیایی علاوه بر زمان مادری‌اش، مجارستانی بود. طی سال‌های که در کلکته زندگی می‌کرد، او زبان‌های بنگالی، مراتی و سانسکریت را نیز فرا گرفت. او در ۱۸۱۸ میلادی به ترانسیلوانیا بازگشت. در ۷ فوریه ۱۸۱۹، کسوما با هیگیدوس ملاقات نموده و نیت خود مبنی بر یادگیری زبان اسلاوی در کرواسی را با او در میان گذاشت. او با پای پیاده عازم زاگراب شده و چند ماهی را در آنجا گذراند. در این هنگام او کمک نقدی یک صد فلورین [سکه طلا] از طرف مایکل دی کیندیرسی دریافت نمود تا در این سفر به او کمک نماید.

### کرانه شرقی
مسیری که کسوما پس از ترک کرواسی انتخاب کرد، اساساً از نامه‌ای دریافت می‌گردد که کسوما به کاپیتان بریتانیایی، کندی نوشت و خود را معرفی کرد، اما به ظن جاسوس بودن کندی به وی اجازه ورود به ساباتو را نداد. کسوما برای اخذ گذرنامه امپراتوری درخواست نداد و یک گذرنامه مجارستانی در ناگی انید دریافت نموده و از بخارست دیدار نمود. او امضای فرماندهی عمومی ارتش در هرمانستادت (حالا، سیبیو) را دریافت نموده و در اواخر نوامبر ۱۸۱۹ به والاچیا رفت. او سعی داشت به قسطنطنیه برود، اما بنابر نیافتن اسباب لازم سفر، او در ۱ ژانویه ۱۸۲۰ بخارست را ترک و با عبور از رود دانوب به روسیه و از آنجا به صوفیه و پس از گذشت پنج روز به فیلیپوپولیس (حالا، پلوودیف) رسید.

### خاور میانه، آسیای مرکزی
کسوما دی کوروس به ادرنه (آدریانوپولیس) رسید و دوست داشت از آنجا به قسطنطنیه برود، اما شیوع بیماری طاعون او را مجبور نمود تا به انوس برود. او در ۷ فوریه ۱۸۲۰ انوس را ترک نموده و از طریق یک کشتی یونانی به اسکندریه رسید. او در آخرین روز فوریه در آنجا رسید، اما به علت شیوع بیماری طاعون، مجبور شد به زودی آنجا را نیز ترک نماید. او سوار بر عرشه یک کشتی سوریه‌ای به لارانکا در قبرس و از آنجا توسط یک کشتی دیگر به طرابلس و لاذقیه رفت. از آنجا، او با پای پیاده عازم سوریه شده و در ۱۳ آوریل به حلب رسید. او حلب را در ۱۹ می ترک کرد، با کاروان‌های مختلف همراه شد و با سفر توسط قایق الواری در امتداد رود از شهرهای شانلی‌اورفه، ماردین و موصل گذشت و در ۲۲ ژوئیه به بغداد رسید. او به شهروند بریتانیایی، آقای ریچ نامه‌ای نوشته و در رابطه با سفرش از او طالب کمک شد. یک دوست مجارستانی به‌نام آقای اسوبودا، لباس اروپایی و پول برای وی فراهم نموده و کسوما مدتی با وی ماند. او در ۴ سپتامبر بغداد را ترک کرد و همراه با کاروان از کرمانشاه و همدان عبور نموده و در ۱۴ اکتبر ۱۸۲۰ به تهران رسید. او از هنری ویلوک کمک جست و ویلوک به وی کمک کرد تا بتواند چهار ماه را در آنجا بگذراند. او در ۱ مارس ۱۸۲۱ تهران را ترک کرد، گذرنامه و مدارک خود را در آنجا رها نموده و لباس اروپایی خود را به لباس پارسی تغییر داد، اما یادداشت‌های خود را به زبان مجارستانی نگه‌می‌داشت تا در صورتیکه در راه بخارا وفات نماید، این یادداشت‌های او قابل شناسایی باشد. او در ۱۸ آوریل به مشهد رسید، اما بنا بر وضعیت نابسامان در این منطقه تا ۲۰ اکتبر در آنجا ماند. او در ۱۸ نوامبر به بخارا رسید. در نخست، او تصمیم داشت تا زمستان را در بخارا سپری کند، اما به‌خاطر ترسی که از ارتش روسیه حس می‌کرد، پس از پنج روز بخارا را ترک نموده و به کاروانی ملحق شد که با عبور از بلخ، خلم و بامیان، به تاریخ ۶ ژانویه ۱۸۲۲ به کابل رسید. او کابل را در ۱۹ ژانویه ترک نموده و عازم پیشاور شد. در ۲۶ ژانویه، او با دو افسران فرانسوی، آقای آلارد و آقای ونچورا در داکه ملاقات نموده و آنها وی را تا لاهور همراهی نمودند. او در ۱۱ مارس به لاهور رسیده و به تاریخ ۲۳ مارس لاهور را ترک و با عبور از آمریتسار و جامو، در ۱۷ آوریل به کشمیر رسید. او، پس از پیدا کردن یک همراه، در ۹ ماه مه کشمیر را ترک نموده و در ۹ ژوئن به شهر له رسید. او که مسیر سفر به‌سوی یارکند را خطرناک یافت، تصمیم گرفت تا دوباره به لاهور بازگردد و در ۱۶ ژوئیه ۱۸۲۲ در مسیر راه کشمیر با ویلیام مورکرافت، جهانگرد مشهور انگلیسی ملاقات کرد.